# Iwan Kriwienko
Iwan Iłłarionowicz Kriwienko (ros. Иван Илларионович Кривенко, ur. 5 czerwca 1925 we wsi Ośmieryżsk w obwodzie pawłodarskim, zm. 5 stycznia 2001 w Pawłodarze) – radziecki wojskowy, Bohater Związku Radzieckiego (1945).

## Życiorys
Urodził się w ukraińskiej rodzinie robotniczej. W 1939 skończył niepełną szkołę średnią, pracował jako traktorzysta, od 1942 służył w Armii Czerwonej, od stycznia 1944 brał udział w wojnie z Niemcami. Jako mechanik-kierowca czołgu 50 Gwardyjskiej Brygady Pancernej 9 Gwardyjskiego Korpusu Pancernego 2 Gwardyjskiej Armii Pancernej 1 Frontu Białoruskiego 10 lutego 1945 wyróżnił się w walkach o Piotrków Kujawski, niszcząc m.in. 10 dział wroga i wiele innej techniki i siły żywej wroga. W 1946 został zdemobilizowany w stopniu starszyny, później pracował w fabryce traktorów w Pawłodarze. Od 1949 należał do WKP(b). W 1977 otrzymał honorowe obywatelstwo Pawłodaru.

## Odznaczenia
- Złota Gwiazda Bohatera Związku Radzieckiego (31 maja 1945)
- Order Lenina
- Order Wojny Ojczyźnianej I klasy
- Order Czerwonej Gwiazdy (trzykrotnie)

I medale.